# Osgelū
Osgelū (persiska: اِسكَلو, اُسكِلو, اسگلو, Eskalū, اُسگِلو, اِسكَلُّ) är en ort i Iran.   Den ligger i provinsen Östazarbaijan, i den nordvästra delen av landet, 500 km nordväst om huvudstaden Teheran. Osgelū ligger 1 527 meter över havet och antalet invånare är 428.
Terrängen runt Osgelū är kuperad österut, men västerut är den bergig. Runt Osgelū är det ganska glesbefolkat, med 42 invånare per kvadratkilometer. Närmaste större samhälle är Kaleybar, 12,3 km öster om Osgelū. Trakten runt Osgelū består till största delen av jordbruksmark.